# Janusz Sondel
Janusz Marian Sondel (ur. 30 kwietnia 1937 we Lwowie, zm. 12 września 2017) – polski prawnik, profesor nauk prawnych, specjalista w zakresie prawa rzymskiego i prawa w turystyce.

## Życiorys
W 1953 rozpoczął studia na Wydziale Prawa Uniwersytetu Jagiellońskiego, które ukończył w 1957. Po zakończeniu studiów rozpoczął pracę jako nauczyciel akademicki. W 1964 uzyskał na rodzimym wydziale stopień doktora nauk prawnych za napisaną pod kierunkiem Wacława Osuchowskiego rozprawę Szczególne rodzaje depozytu w prawie rzymskim, odznaczoną srebrnym medalem na międzynarodowym konkursie zorganizowanym przez Centro di Studi Romanistici w Neapolu. Habilitował się w 1972. W 1989 otrzymał tytuł naukowy profesora.
W 2001 został rektorem Wyższej Szkoły Turystyki i Ekologii w Suchej Beskidzkiej.
Zasiadał w Komitecie Redakcyjnym „Czasopisma Prawno-Historycznego”.
Był odznaczony Krzyżem Kawalerskim Orderu Odrodzenia Polski, laureatem Nagrody Fundacji na rzecz Nauki Polskiej (1998) oraz laureatem Nagrody Miasta Krakowa
w dziedzinie nauki i techniki (2007).
18 września 2017 został pochowany na cmentarzu Rakowickim w Krakowie.

## Wybrane publikacje
- Słownik łacińsko-polski dla prawników i historyków (2006, wyd. UNIVERSITAS)
- Zawsze wierny. Uniwersytet Jagielloński a Kościół rzymskokatolicki